# Saison 16 de Top Chef
La seizième saison de Top Chef, est une émission de télévision franco-belge de téléréalité culinaire, qui est diffusée chaque semaine en France, sur M6 du 26 mars 2025 au 2 juillet 2025, et en Belgique, sur RTL TVI à partir du 31 mars 2025. Elle est animée par Stéphane Rotenberg.
Cette édition est remportée par Quentin Mauro qui empoche 52 650 €, proportionnellement au pourcentage des points obtenus pour son menu lors de la finale (52,65 %). Il l'emporte au terme de six heures de cuisine face à Charlie Anne.

## Production et organisation
L'émission est présentée par Stéphane Rotenberg.
Elle est produite par la société de production Studio 89 Productions.

### Tournage
Le tournage débute le 15 octobre 2024.

### Promotion
La chaîne dévoile des informations concernant cette saison, lors d'une conférence de presse, organisée le 29 janvier 2025, au Printemps Haussmann, à Paris. La principale nouveauté est constituée par un partenariat renforcé avec le Guide Michelin, dont des inspecteurs seront présents tout au long du concours. La finale sera un duel organisé entre deux restaurants éphémères, avec la récompense possible d'une étoile Michelin. Le restaurant éphémère du gagnant ouvrira au public pour quelques semaines le lendemain de la diffusion de la finale,,.
En mars, il est annoncé que le programme de seconde partie de soirée, permettant aux candidats éliminés de tenter de réintégrer le concours, sera jugé par les chefs Éric Frechon et Fabien Ferré.
L'identité des candidats est dévoilée le 11 mars sur Instagram.

## Participants

### Jury
Le jury de cette saison est composé des chefs Hélène Darroze, Philippe Etchebest, Paul Pairet, Glenn Viel, Stéphanie Le Quellec, Éric Frechon et Fabien Ferré

### Candidats
15 candidats participent à cette édition, 12 hommes et 3 femmes. Quatorze candidats sont en lice en début de concours,,,,,. L'identité d'un quinzième candidat est dévoilée lors de son admission dans le concours parallèle Les brigades cachées afin de compenser l'abandon d'un des candidats du départ.
Les candidats sont répartis initialement dans cinq brigades. Deux autres brigades sont formées à l'issue des Brigades cachées.
| Candidat | Candidat                    | Âge    | Localisation        | Profession                                 | Brigade                                                                 | Statut                    |
| -------- | --------------------------- | ------ | ------------------- | ------------------------------------------ | ----------------------------------------------------------------------- | ------------------------- |
| ♂        | Quentin Mauro               | 24 ans | Lyon                | Chef du Bonhomie                           | Viel (épisode 1 –15 )                                                   | Vainqueur                 |
| ♂        | Charlie Anne                | 24 ans | Caen                | Ex-restaurant David Toutain et Le Gabriel  | Pairet (épisode 2 –15 )                                                 | Finaliste                 |
| ♂        | Grégoire Touchard           | 29 ans | Cassis              | Sous-Chef de la Villa Madie                | Viel (épisode 2 – 6) Éliminé (épisode 7 – 10) Frechon (épisode 11 – 14) | Éliminé le 25 juin 2025   |
| ♂        | Ilane Tinchant              | 28 ans | Marseille           | Chef du restaurant Oursin Carry            | Ferré (épisode 11 – 13)                                                 | Éliminé le 18 juin 2025   |
| ♀        | Margaux Elie                | 34 ans | Villebois-Lavalette | Cheffe-propriétaire de l’Auberge du Boisné | Candidate solitaire (épisode 2) Le Quellec (épisode 3 – 12)             | Éliminée le 11 juin 2025  |
| ♂        | Charles Neyers              | 32 ans | Paris               | Co-chef du Boréal                          | Etchebest (épisode 1 – 11)                                              | Éliminé le 4 juin 2025    |
| ♂        | Esteban Salazar             | 28 ans | Ussel               | Chef du Château du Theil                   | Pairet (épisode 1 – 10)                                                 | Éliminé le 28 mai 2025    |
| ♂        | Claudio Semedo Borges       | 34 ans | Paris               | Chef du 19.20 by Norbert Tarayre           | Etchebest (épisode 2 – 9)                                               | Éliminé le 21 mai 2025    |
| ♀        | Philippine Jaillet          | 30 ans | Paris               | Co-cheffe du Boréal                        | Darroze (épisode 1 – 8)                                                 | Éliminée le 14 mai 2025   |
| ♂        | Sean Gabbiani               | 29 ans | Copenhague          | Ex-Noma et l'Enclume                       | Le Quellec (épisode 2 – 7)                                              | Éliminé le 7 mai 2025     |
| ♂        | Steven Thiebault-Pellegrino | 32 ans | Lyon                | Chef-propriétaire du Leptine               | Darroze (épisode 2 – 5)                                                 | Éliminé le 23 avril 2025  |
| ♀        | Noémie Cadré                | 36 ans | Rennes              | Cheffe-propriétaire du Caravane Palace     | Candidate solitaire (épisode 1 – 4)                                     | Éliminée le 16 avril 2025 |
| ♂        | Kilian Franceschi           | 21 ans | Mykonos             | Chef privé                                 | Éliminé (épisode 1) Candidat solitaire (épisode 3)                      | Éliminé le 9 avril 2025   |
| ♂        | Noé Pellet                  | 30 ans | Conneux             | Chef du Vorace                             | Le Quellec (épisode 1)                                                  | Abandon le 9 avril 2025   |
| ♂        | Rémi Blanpoil               | 34 ans | Hossegor            | Chef à domicile                            | -                                                                       | Éliminé le 2 avril 2025   |

Légende :
- Darroze, signifie que le candidat a intégré la brigade d'Hélène Darroze.
- Le Quellec, signifie que le candidat a intégré la brigade de Stéphanie Le Quellec.
- Etchebest, signifie que le candidat a intégré la brigade de Philippe Etchebest.
- Pairet, signifie que le candidat a intégré la brigade de Paul Pairet.
- Viel, signifie que le candidat a intégré la brigade de Glenn Viel.
- Frechon, signifie que le candidat a intégré la brigade cachée d'Éric Frechon.
- Ferré, signifie que le candidat a intégré la brigade cachée de Fabien Ferré.
- Candidat solitaire, signifie que le candidat est entré dans le concours sans intégrer de brigade.

Notes :

### Parcours des candidats dansTop Chef
| ► Épisode   | 1  | 2  | 3                   | 4                   | 5                    | 6                    | 7                    | 8                    | 9                    | 10                   | 11                   | 12                   | Quarts de finale      | Demi-finale           | Finale                |
| ▼ Candidats | 1  | 2  | 3                   | 4                   | 5                    | 6                    | 7                    | 8                    | 9                    | 10                   | 11                   | 12                   | 13                    | 14                    | 15                    |
| ----------- | -- | -- | ------------------- | ------------------- | -------------------- | -------------------- | -------------------- | -------------------- | -------------------- | -------------------- | -------------------- | -------------------- | --------------------- | --------------------- | --------------------- |
| Quentin     | C  |    |                     | Q2                  | Q                    | EE                   | EE                   | Q                    | EE                   | EE                   | Q1                   | EE                   | Q2                    | Q                     | Vainqueur             |
| Charlie     |    | C  | Q2                  |                     | Q                    | EE                   | EE                   | C                    | QC                   |                      |                      |                      | Q1                    | Q                     | Finaliste             |
| Grégoire    |    | Q  | EE                  |                     | EE                   | D                    |                      |                      |                      |                      | Q2                   | Q2                   | EE                    | D                     | Éliminé (Semaine 14)  |
| Ilane       |    |    |                     |                     |                      |                      |                      |                      |                      |                      | EE                   | Q1                   | D                     | Éliminé (Semaine 13)  | Éliminé (Semaine 13)  |
| Margaux     |    | EE | Q1                  |                     | C                    | Q2                   | Q                    | Q                    | EE                   | Q1                   | EE                   | D                    | Éliminée (Semaine 12) | Éliminée (Semaine 12) | Éliminée (Semaine 12) |
| Charles     | Q  |    | Q2                  |                     | EE                   | Q2                   | EE                   | Q                    | EE                   | Q2                   | D                    | Éliminé (Semaine 11) | Éliminé (Semaine 11)  | Éliminé (Semaine 11)  | Éliminé (Semaine 11)  |
| Esteban     | Q  |    |                     | Q2                  | EE                   | EE                   | Q                    | EE                   | EE                   | D                    | Éliminé (Semaine 10) | Éliminé (Semaine 10) | Éliminé (Semaine 10)  | Éliminé (Semaine 10)  | Éliminé (Semaine 10)  |
| Claudio     |    | Q  |                     | Q1                  | Q                    | Q2                   | EE                   | EE                   | D                    | Éliminé (Semaine 9)  | Éliminé (Semaine 9)  | Éliminé (Semaine 9)  | Éliminé (Semaine 9)   | Éliminé (Semaine 9)   | Éliminé (Semaine 9)   |
| Philippine  | Q  |    | Q2                  |                     | EE                   | Q2                   | EE                   | D                    | Éliminée (Semaine 8) | Éliminée (Semaine 8) | Éliminée (Semaine 8) | Éliminée (Semaine 8) | Éliminée (Semaine 8)  | Éliminée (Semaine 8)  | Éliminée (Semaine 8)  |
| Sean        |    | Q  |                     | Q2                  | Q                    | Q2                   | D                    | Éliminé (Semaine 7)  | Éliminé (Semaine 7)  | Éliminé (Semaine 7)  | Éliminé (Semaine 7)  | Éliminé (Semaine 7)  | Éliminé (Semaine 7)   | Éliminé (Semaine 7)   | Éliminé (Semaine 7)   |
| Steven      |    | Q  |                     | EE                  | D                    | Éliminé (Semaine 5)  | Éliminé (Semaine 5)  | Éliminé (Semaine 5)  | Éliminé (Semaine 5)  | Éliminé (Semaine 5)  | Éliminé (Semaine 5)  | Éliminé (Semaine 5)  | Éliminé (Semaine 5)   | Éliminé (Semaine 5)   | Éliminé (Semaine 5)   |
| Noémie      | EE |    |                     | D                   | Éliminée (Semaine 4) | Éliminée (Semaine 4) | Éliminée (Semaine 4) | Éliminée (Semaine 4) | Éliminée (Semaine 4) | Éliminée (Semaine 4) | Éliminée (Semaine 4) | Éliminée (Semaine 4) | Éliminée (Semaine 4)  | Éliminée (Semaine 4)  | Éliminée (Semaine 4)  |
| Kilian      | D  |    | D                   | Éliminé (Semaine 3) | Éliminé (Semaine 3)  | Éliminé (Semaine 3)  | Éliminé (Semaine 3)  | Éliminé (Semaine 3)  | Éliminé (Semaine 3)  | Éliminé (Semaine 3)  | Éliminé (Semaine 3)  | Éliminé (Semaine 3)  | Éliminé (Semaine 3)   | Éliminé (Semaine 3)   | Éliminé (Semaine 3)   |
| Noé         | Q  |    | A                   | Abandon (Semaine 3) | Abandon (Semaine 3)  | Abandon (Semaine 3)  | Abandon (Semaine 3)  | Abandon (Semaine 3)  | Abandon (Semaine 3)  | Abandon (Semaine 3)  | Abandon (Semaine 3)  | Abandon (Semaine 3)  | Abandon (Semaine 3)   | Abandon (Semaine 3)   | Abandon (Semaine 3)   |
| Rémi        |    | D  | Éliminé (Semaine 2) | Éliminé (Semaine 2) | Éliminé (Semaine 2)  | Éliminé (Semaine 2)  | Éliminé (Semaine 2)  | Éliminé (Semaine 2)  | Éliminé (Semaine 2)  | Éliminé (Semaine 2)  | Éliminé (Semaine 2)  | Éliminé (Semaine 2)  | Éliminé (Semaine 2)   | Éliminé (Semaine 2)   | Éliminé (Semaine 2)   |

Légende :
- Vainqueur signifie que le candidat remporte la finale, donc la quinzième saison de Top Chef.
- Q« Q » (pour Qualifié) signifie que le candidat s'est qualifié pour la semaine suivante, à n'importe quel moment de l'épisode.
- Q1« Q1 » signifie que le candidat s'est qualifié pour la semaine suivante, à l'issue de la première épreuve.
- Q2« Q2 » signifie que le candidat a été qualifié pour la semaine suivante par les chefs invités, à l'issue de la deuxième épreuve (dite généralement « épreuve éliminatoire », sauf dans certains épisodes).
- QC« QC » signifie que le candidat a été directement qualifié pour le quart de finale grâce à deux coups de cœur des inspecteurs du guide Michelin.
- C« C » (pour Coup de Cœur) signifie que le candidat a obtenu le coup de cœur des inspecteurs du guide Michelin, en plus de s’être qualifié.
- EE« EE » (pour Épreuve éliminatoire) signifie que le candidat a été mis en ballotage lors de l'« épreuve éliminatoire », mais a été sauvé.
- D« D » (pour Défaite) signifie que le candidat est éliminé à l'issue de l'épisode.
- A« A » (pour Abandon) signifie que le candidat a abandonné le concours pendant l'épisode.

Notes :
1. ↑  Le premier épisode ayant pour vocation la composition des brigades, les candidats désignés comme vainqueur de l'épreuve sont en fait ceux qui ont intégré une brigade.
2. ↑  Seule la moitié des candidats en lice participe à cet épisode.
3. ↑  Seule la moitié des candidats en lice n'ayant pas participé à l'épisode précédent participe à cet épisode.
4. ↑  Lors de cet épisode, les candidats sont divisés en deux groupes participant chacun à une épreuve différente.
5. ↑  La demi-finale se déroule sur le même principe que les saisons précédentes. C'est-à-dire que chaque candidat impose une épreuve à ses adversaires. Après dégustation à l'aveugle, un classement est établi. Si le candidat qui a proposé l'épreuve est imbattable, il ne marque pas de point, mais empêche les autres d'en marquer. Si certains candidats le battent, ils marquent un point. Les deux candidats qui cumulent le plus de points à l'issue des trois épreuves se qualifient pour la finale.
6. ↑  Après son élimination en semaine 6, Grégoire intègre le concours parallèle les brigades cachées grâce auxquelles il parvient à gagner sa réintégration au concours Top Chef en 11e semaine.
7. ↑  À la suite de l’abandon de Noé, Ilane intègre le concours parallèle des brigades cachées et se qualifie pour intégrer le concours Top Chef en onzième semaine.
8. ↑  À la suite de l’abandon de Noé, Margaux intègre le concours comme membre de la brigade orange.
9. ↑  À la suite de l’abandon de Noé, Kilian intègre le concours comme Candidat Solitaire.

## Résumés détaillés

### 1erépisode
Cet épisode est diffusé pour la première fois le 26 mars 2025.
Sept des quatorze candidats de la saison sont accueillis par Stéphane Rotenberg et les cinq chefs sur le toit du Printemps Haussmann à Paris : Charles et sa compagne Philippine, Quentin, Noémie, Esteban, Kilian et Noé.
Les candidats doivent d'abord revisiter le poulet pomme de terre. Après dégustation, chaque chef choisit le candidat qu'il désire intégrer dans sa brigade. Hélène Darroze retient Philippine ; Paul Pairet choisit Esteban ; Philippe Etchebest sélectionne Charles ; Glenn Viel et Stéphanie Le Quellec choisissent tous les deux Quentin. Cette situation laisse le choix au candidat qui décide de rejoindre la brigade de Glenn Viel. Stéphanie Le Quellec sélectionne alors Noé. Les deux candidats restants, Noémie et Kilian, sont envoyés en épreuve éliminatoire.
Les cinq candidats retenus participent à une seconde épreuve dans les cuisines de Top Chef. Ils doivent réaliser un plat gastronomique pour quatre inspecteurs du guide Michelin avec un budget de 16 euros, soit 4 euros par assiette. Après avoir constitué leur panier dans un marché alimentaire, les candidats reviennent en cuisine pour réaliser leurs plats. Les assiettes sont dégustées à l'aveugle par les inspecteurs, tandis que les candidats assistent aux dégustations sur écran, accompagnés par un de leurs proches. Les candidats prennent connaissance du verdict en soulevant une cloche de restaurant : c'est Quentin qui découvre une enveloppe rouge, indiquant que son plat a été le « coup de cœur » des inspecteurs. S'il reçoit un second coup de cœur dans la suite du concours, il sera qualifié directement pour les quarts de finale.
Les deux candidats non qualifiés lors de la première épreuve s'affrontent dans les cuisines de Top Chef sur le thème de l'association pomme et poire. Les cinq chefs dégustent les deux plats à l'aveugle. Ils préfèrent le plat de Noémie, ce qui permet à la candidate de revêtir la veste de cuisine noire du « candidat solitaire », sans brigade. Kilian est éliminé du concours,,.

### 2eépisode
Cet épisode est diffusé pour la première fois le 2 avril 2025.
Les sept candidats de la saison absents du premier épisode sont accueillis à leur tour par Stéphane Rotenberg et les cinq chefs sur le toit du Printemps Haussmann à Paris : Charlie, Steven, Claudio, Sean, Rémi, Margaux et Grégoire.
Les candidats doivent réaliser un plat avec un cœur coulant. Après dégustation, les chefs sélectionnent le candidat qu'ils veulent pour compléter leur brigade. Glenn Viel choisit Grégoire, Hélène Darroze opte pour Steven et Stéphanie Le Quellec pour Sean. Philippe Etchebest et Paul Pairet désignent tous les deux Charlie. Bien que ce dernier ait raté la cuisson de son plat, le rendant immangeable, il a surpris le jury par son audace en servant un cou de canard farci, dressé de manière brute et spectaculaire avec la tête en entier. Le candidat choisit de rejoindre la brigade de Paul Pairet. Philippe Etchebest doit alors désigner un nouveau candidat et retient Claudio. Les deux candidats restants, Margaux et Rémi, sont envoyés en épreuve éliminatoire.
Les cinq candidats qualifiés se retrouvent dans les cuisines de Top Chef pour une seconde épreuve : réaliser un plat « craquant » pour des inspecteurs du Guide Michelin. À l'issue des dégustations, c'est Charlie qui décroche un « coup de cœur » des inspecteurs.
Margaux et Rémi s'affrontent à leur tour sur le thème de la tomate. Après dégustation, les cinq chefs qualifient Margaux en tant que « candidate solitaire ». Rémi est éliminé du concours,,,,.

### 3eépisode
Cet épisode est diffusé pour la première fois le 9 avril 2025.
Cinq candidats participent aux épreuves de cet épisode et se retrouvent dans les cuisines de Top Chef : Philippine, Charles, Grégoire, Charlie et Margaux. Cette dernière a intégré la brigade orange de Stéphanie Le Quellec à la place de Noé, qui a dû abandonner le concours en coulisses pour raisons personnelles. La première épreuve consiste à réaliser un plat en trompe-l'œil, en lien avec le thème du jardin. Les plats sont évalués au visuel par un jury d'enfants, avant d'être jugés par le chef Rasmus Munk. À ce jeu, c'est le plat de Margaux qui recueille le plus de points. Cela lui permet de se qualifier pour une épreuve future avec des inspecteurs du guide Michelin, qui lui donnera une chance de décrocher un « coup de cœur » et une perspective de qualification directe en quarts de finale.
Philippine, Charles, Grégoire et Charlie participent à une seconde épreuve sur le thème du « double plaisir coupable ». Leurs réalisations sont dégustées par le chef Florent Ladeyn ainsi que Manu Payet et Aure Atika. Ce jury qualifie d'abord les assiettes de Charlie et de Philippine. Ces deux candidats pourront également participer à l'épreuve des inspecteurs Michelin. Charles, qualifié en troisième position, est sauvé, tandis que Grégoire risque l'élimination du concours.
L'assiette de Grégoire est une nouvelle fois dégustée, mais cette fois-ci à l'aveugle, par le journaliste culinaire François-Régis Gaudry. Celui-ci déguste également l'assiette réalisée par Kylian. Ce dernier, par effet cascade de l'abandon de Noé et de l'intégration de Margaux dans la brigade orange, a pu revenir dans le concours en tant que « candidat solitaire » et peut ainsi espérer prendre la place de Grégoire. Après dégustation des deux assiettes, François-Régis Gaudry retient celle de Grégoire. Ce dernier conserve donc sa place dans la brigade grise, tandis que, de nouveau, Kilian est éliminé du concours,,,.

### 4eépisode
Cet épisode est diffusé pour la première fois le 16 avril 2025.
Les cinq candidats n'ayant pas concouru lors de l'épisode précédent s'affrontent dans cet épisode : Claudio, Quentin, Steven, Esteban et Sean. Dans la première épreuve, ils doivent impressionner le chef Heston Blumenthal avec un plat qui « casse les codes » de la dégustation. Claudio, vainqueur de l'épreuve, valide son ticket pour la prochaine épreuve des inspecteurs du Michelin.
Les candidats restants doivent cuisiner un plat « inédit au chocolat » pour le chef pâtissier Sébastien Vauxion et sont rejoints dans cette épreuve par la « candidate solitaire », Noémie. Quentin et Sean se qualifient pour l'épreuve des inspecteurs du Michelin et Esteban, troisième, se qualifie pour la suite du concours. Steven, quatrième, est en ballotage face à Noémie ; François-Régis Gaudry goûte à l'aveugle les deux plats et décide de retenir celui du candidat de la brigade rouge. Noémie est éliminée du concours,,.

### 5eépisode
Cet épisode est diffusé pour la première fois le 23 avril 2025.
Margaux reçoit un « coup de cœur » du jury d'inspecteurs du guide Michelin.
Steven est éliminé du concours.

### 6eépisode
Cet épisode est diffusé pour la première fois le 30 avril 2025.
Grégoire est éliminé du concours.

### 7eépisode
Cet épisode est diffusé pour la première fois le 7 mai 2025.
Sean est éliminé du concours,.

### 8eépisode
Cet épisode est diffusé pour la première fois le 14 mai 2025.
L'épisode tourne autour de deux épreuves jugées par les inspecteurs du guide Michelin : la première, encadrée par le chef Pierre Gagnaire, doit raconter une expérience personnelle du candidat, la seconde, en présence de la cheffe pâtissière Anne Coruble, sur une revisite du saint-honoré en version sucrée ou salée.
Charlie obtient un « coup de cœur » du jury d'inspecteurs du guide Michelin. Ayant déjà remporté un coup de cœur lors de la deuxième semaine du concours, il se qualifie immédiatement pour les quarts de finale.
Les inspecteurs considèrent en revanche qu'Esteban a été le moins bon et se retrouve en épreuve de dernière chance avec Claudio et Philippine, sur le sucré-salé.
Philippine est éliminée du concours. Hélène Darroze, qui perd là le dernier membre de sa brigade, quitte également le concours.

### 9eépisode
Cet épisode est diffusé pour la première fois le 21 mai 2025.
L'épisode est celui de la « guerre des restos », où trois groupes vont concevoir en 48 heures un restaurant éphémère et être jugé sur leur proposition, le concept comme le menu. Deux groupes sont formés par les candidats : Charles, Charlie et Quentin d'un côté, et Margaux, Esteban et Claudio de l'autre. Face à eux, un groupe formé de candidats des saisons précédentes devenus depuis chefs étoilés, avec Norbert Tarayre, Mallory Gabsi et Matthias Marc.
C'est le restaurant des anciens candidats qui remporte la guerre des restos. Les cinq candidats restants (Charlie étant immunisé) sont départagés sur une entrée froide préparée en parallèle du service.
Claudio est éliminé du concours.

### 10eépisode
Cet épisode est diffusé pour la première fois le 28 mai 2025.
Esteban est éliminé du concours.

### 11eépisode
Cet épisode est diffusé pour la première fois le 4 juin 2025.
Grégoire et Ilane, candidats issus du concours parallèle Les Brigades cachées, rejoignent les quatre candidats encore en lice pour la suite du concours.
Les trois épreuves du jour ont lieu dans les cuisines de l'hôtel George-V. Charlie étant déjà qualifié pour les quarts de finale, il ne participe pas aux épreuves.
La première épreuve consiste à préparer un œuf-mouillettes gastronomique en 45 minutes, jugé par Alan Taudon, chef deux étoiles d'un des restaurant du palace, et Guillaume Cabrol, boulanger du palace. C'est Quentin qui l'emporte sur Charles et Margaux.
La deuxième épreuve est autour du tea time, avec trois bouchées, une salée et deux sucrées, devant accompagner un thé vert. Jugés par Francesco Cosci, sommelier du palace, Grégoire l'emporte sur Charles, Ilane et Margaux.
L'épreuve éliminatoire est sur les pâtes sèches, jugée par Hélène Darroze, Simone Zanoni, Christian Le Squer et Alan Taudon. Margaux et Ilane se qualifient.
Charles est éliminé du concours.

### 12eépisode
Cet épisode est diffusé pour la première fois le 11 juin 2025.
Lors du douzième épisode diffusé le 11 juin 2025, les inspecteurs du Guide Michelin ont départagé les candidats à travers trois épreuves. Ilane a été le premier qualifié pour les quarts de finale grâce à une assiette originale sur le thème de la plonge. Grégoire l’a ensuite rejoint avec un pithiviers végétal. Quentin et Margaux se sont affrontés lors de l’épreuve finale autour du café, remportée par Quentin. Margaux a donc été définitivement éliminée, entraînant également le départ de sa cheffe de brigade Stéphanie Le Quellec,.
Margaux est éliminée du concours.

### 13eépisode
Cet épisode est diffusé pour la première fois le 18 juin 2025.
Ilane est éliminé du concours.

### 14eépisode
Cet épisode est diffusé pour la première fois le 25 juin 2025.
Grégoire est éliminé du concours.

### 15eépisode
Cet épisode est diffusé pour la première fois le 2 juillet 2025.
Quentin Mauro remporte l'épreuve avec 52,65 % des voix et ouvre, dès le lendemain de la diffusion de la finale, un restaurant éphémère dans une péniche-restaurant amarrée à Asnières-sur-Seine.
Juste après l'annonce de ces résultats, Gwendal Poullennec, directeur du guide rouge Michelin, indique que les inspecteurs ont décidé de ne pas attribuer d'étoile Michelin à ce restaurant éphémère, du fait du manque de régularité dans les propositions du candidat au fil de la saison. Mais Gwendal Poullennec salue le talent prometteur du jeune homme d'à peine 25 ans. 

## Les brigades cachées
Ce programme est diffusé en seconde partie de soirée du 9 avril au 28 mai 2025  et permet aux candidats éliminés de Top Chef de s'affronter pour tenter de réintégrer le concours.

### Parcours des candidats dansTop Chef: la Brigade cachée
| ► Épisode   | 1 | 2       | 3        | 4        | 5        | 6        | 7        | 8        |
| ▼ Candidats | 1 | 2       | 3        | 4        | 5        | 6        | 7        | 8        |
| ----------- | - | ------- | -------- | -------- | -------- | -------- | -------- | -------- |
| Grégoire    |   |         |          | Q        | Q        | Q        | Q        | QP       |
| Ilane       | Q | Q       | Q        | Q        | Q        | Q        | Q        | QP       |
| Esteban     |   |         |          |          |          |          |          | D        |
| Claudio     |   |         |          |          |          |          | D        | Éliminé  |
| Philippine  |   |         |          |          |          | D        | Éliminée | Éliminée |
| Sean        |   |         |          |          | D        | Éliminé  | Éliminé  | Éliminé  |
| Kilian      | Q | Q       | Q        | D        | Éliminé  | Éliminé  | Éliminé  | Éliminé  |
| Steven      |   |         | D        | Éliminé  | Éliminé  | Éliminé  | Éliminé  | Éliminé  |
| Noémie      |   | D       | Éliminée | Éliminée | Éliminée | Éliminée | Éliminée | Éliminée |
| Rémi        | D | Éliminé | Éliminé  | Éliminé  | Éliminé  | Éliminé  | Éliminé  | Éliminé  |

Légende :
- Q« Q » (pour Qualifié) signifie que le candidat s'est qualifié pour la semaine suivante.
- D« D » (pour Défaite) signifie que le candidat est définitivement éliminé à l'issue de l'épisode.
- QP« QP » (pour Qualifié pour le concours principal) signifie que le candidat a réintégré définitivement le concours principal à l'issue de l'épisode.

Notes :
1. ↑  Le premier épisode de la Brigade cachée est diffusé à la suite du troisième épisode de Top Chef.
2. ↑  Ilane a intégré le concours parallèle afin de pallier l’absence de Noé.

### 1erépisode
Cet épisode est diffusé pour la première fois le 9 avril 2025.
Rémi (éliminé lors du 2e épisode de Top Chef) et Kilian (éliminé lors du 3e épisode) affrontent un nouveau candidat : Ilane Tinchant. En effet, pour la première fois dans l'histoire de Top Chef, la production a fait entrer un candidat sur liste d'attente pour pallier l'abandon de Noé au début de la saison.
Les trois candidats doivent réaliser une raviole avec cœur coulant. Les trois propositions sont dégustées par François-Régis Gaudry et par les chefs Éric Frechon et Fabien Ferré. Qualifié en 1ère position, Ilane choisit Fabien Ferré comme chef de brigade et enfile un foulard rose. Qualifié en seconde position, Kilian rejoint la « brigade cachée » de couleur verte du chef Éric Frechon. Malgré un plat lui aussi convaincant, Rémi est définitivement éliminé du concours,,.

### 2eépisode
Cet épisode est diffusé pour la première fois le 16 avril 2025.
Ilane et Kilian sont rejoints par Noémie pour une épreuve portant sur la chartreuse salée. À l'issue de l'épreuve, Noémie est définitivement éliminée du concours.

### 3eépisode
Cet épisode est diffusé pour la première fois le 23 avril 2025.
Ilane et Kilian sont rejoints par Steven pour une épreuve portant sur la paupiette. À l'issue de l'épreuve, Steven est définitivement éliminé du concours.

### 4eépisode
Cet épisode est diffusé pour la première fois le 30 avril 2025.
Le candidat éliminé en sixième semaine de Top Chef rejoint Iliane et Kilian dans le concours parallèle. Les candidats ont une heure pour réaliser un aspic d'œuf. Le plat de Grégoire est préféré par le jury et le candidat choisit d'intégrer la brigade d'Éric Frechon. Ayant échoué à gélifier correctement son aspic, Kilian est éliminé du concours.

### 5eépisode
Cet épisode est diffusé pour la première fois le 7 mai 2025.
Sean, éliminé en septième semaine de Top Chef, affronte Grégoire et Ilane sur le thème de l'île flottante en version sucrée et salée. Au bout d'une heure, les plats sont dégustés par François-Régis Gaudry, Éric Frechon et Fabien Ferré. Malgré une belle réalisation, Sean est éliminé, tandis que Grégoire reste dans la brigade verte d'Éric Frechon et Ilane dans la brigade rose de Fabien Ferré.

### 6eépisode
Cet épisode est diffusé pour la première fois le 14 mai 2025.
Philippine, éliminée en huitième semaine de Top Chef, affronte Grégoire et Ilane sur le thème du « farci moderne ». Malgré une proposition très créative de rose farcie, Philippine est définitivement éliminée, tandis que Grégoire reste dans la brigade verte d'Éric Frechon et Ilane dans la brigade rose de Fabien Ferré.

### 7eépisode
Cet épisode est diffusé pour la première fois le 21 mai 2025.
Claudio, éliminé en neuvième semaine de Top Chef, affronte Grégoire et Ilane sur le thème du mille-feuilles. Claudio est définitivement éliminé, tandis que Grégoire reste dans la brigade verte d'Éric Frechon et Ilane dans la brigade rose de Fabien Ferré.

### 8eépisode
Cet épisode, constituant la finale des Brigades cachées, est diffusé pour la première fois le 28 mai 2025.
Esteban, éliminé en dixième semaine de Top Chef, affronte Grégoire et Ilane sur le thème du macaroni farci, plat signature du chef Éric Frechon. À l'issue des dégustations, le plat de Grégoire, unanimement salué, lui donne la première place de l'épreuve. Grégoire choisit la brigade Éric Frechon sous les couleurs de laquelle il rejoindra le concours principal en onzième semaine. Ilane, classé deuxième, intègrera le concours Top Chef avec le chef Fabien Ferré. Le plat d'Esteban ayant moins convaincu, le candidat est définitivement éliminé du concours,.

## Accueil

### Audiences et diffusion
Le concours est diffusé en France à partir du mercredi 26 mars sur M6 et à partir du lundi 31 mars en Belgique sur RTL-TVI.
| Épisode            | Jour et horaire de diffusion            | Nombre de téléspectateurs | Part de marché  | Part de marché | Classement des audiences | Réf.   |
| Épisode            | Jour et horaire de diffusion            | Nombre de téléspectateurs | (4 ans et plus) | (FRDA-50)      | Classement des audiences | Réf.   |
| ------------------ | --------------------------------------- | ------------------------- | --------------- | -------------- | ------------------------ | ------ |
| 1,                 | Mercredi 26 mars 2025 (21:10 - 22:05)   | 2 120 000                 | 11,7 %          | 22,9 %         | 2e                       | [ 43 ] |
| 1,                 | Mercredi 26 mars 2025 (22:05 - 23:35)   | 1 680 000                 | 14,4 %          | 25,8 %         | 2e                       | [ 43 ] |
| 1,                 | Mercredi 26 mars 2025 (23:40 - 00:35)   |                           |                 |                |                          |        |
| 2,                 | Mercredi 2 avril 2025 (21:10 - 22:05)   | 2 182 000                 | 11,4 %          | 20,5 %         | 2e                       | [ 44 ] |
| 2,                 | Mercredi 2 avril 2025 (22:10 - 23:30)   | 1 740 000                 | 12,9 %          | 23,8 %         | 3e                       | [ 44 ] |
| 2,                 | Mercredi 2 avril 2025 (23:35 - 00:40)   |                           |                 |                |                          |        |
| 3                  | Mercredi 9 avril 2025 (21:10 - 22:10)   | 1 802 000                 | 9,4 %           | 19,1 %         | 3e                       | [ 45 ] |
| 3                  | Mercredi 9 avril 2025 (22:10 - 23:30)   | 1 530 000                 | 11,4 %          | 21,6 %         | 4e                       | [ 45 ] |
| 4                  | Mercredi 16 avril 2025 (21:10 - 22:10)  | 1 759 000                 | 9,3 %           | 18,4 %         | 4e                       | [ 46 ] |
| 4                  | Mercredi 16 avril 2025 (22:10 - 23:30)  | 1 630 000                 | 11,9 %          | 20,6 %         | 3e                       | [ 46 ] |
| 5                  | Mercredi 23 avril 2025 (21:10 - 22:10)  | 1 985 000                 | 10,8 %          | 20,7 %         | 2e                       | [ 47 ] |
| 5                  | Mercredi 23 avril 2025 (22:10 - 23:30)  | 1 600 000                 | 12,9 %          | 22,9 %         | 3e                       | [ 47 ] |
| 6                  | Mercredi 30 avril 2025 (21:10 - 22:10)  | 1 645 000                 | 9,1 %           | 17,7 %         | 3e                       | [ 48 ] |
| 6                  | Mercredi 30 avril 2025 (22:10 - 23:30)  | 1 550 000                 | 12,3 %          | 19,4 %         | 2e                       | [ 48 ] |
| 7                  | Mercredi 7 mai 2025 (21:10 - 22:05)     | 1 468 000                 | 7,2 %           | 14,7 %         | 4e                       | [ 49 ] |
| 7                  | Mercredi 7 mai 2025 (22:10 - 23:20)     | 1 370 000                 | 8,4 %           | 15,6 %         | 4e                       | [ 49 ] |
| 8                  | Mercredi 14 mai 2025 (21:10 - 22:05)    | 1 635 000                 | 9,2 %           | 17,4 %         | 4e                       | [ 50 ] |
| 8                  | Mercredi 14 mai 2025 (22:10 - 23:30)    | 1 360 000                 | 10,5 %          | 20,2 %         | 4e                       | [ 50 ] |
| 9                  | Mercredi 21 mai 2025 (21:10 - 22:05)    | 2 042 000                 | 11,3 %          | 19,2 %         | 2e                       | [ 51 ] |
| 9                  | Mercredi 21 mai 2025 (22:10 - 23:30)    | 1 840 000                 | 14,2 %          | 22,8 %         | 3e                       | [ 51 ] |
| 10                 | Mercredi 28 mai 2025 (21:10 - 22:05)    | 1 787 000                 | 9,7 %           | 19,9 %         | 2e                       | [ 52 ] |
| 10                 | Mercredi 28 mai 2025 (22:10 - 23:35)    | 1 630 000                 | 12,5 %          | 20,4 %         | 2e                       | [ 52 ] |
| 11                 | Mercredi 4 juin 2025 (21:10 - 22:05)    | 1 738 000                 | 9,5 %           | 21,5 %         | 3e                       | [ 53 ] |
| 11                 | Mercredi 4 juin 2025 (22:10 - 23:25)    | 1 610 000                 | 13 %            | 24 %           | 3e                       | [ 53 ] |
| 12                 | Mercredi 11 juin 2025 (21:10 - 22:05)   | 1 704 000                 | 10 %            | 17,2 %         | 4e                       | [ 54 ] |
| 12                 | Mercredi 11 juin 2025 (22:10 - 23:30)   | 1 560 000                 | 13,6 %          | 20,4 %         | 4e                       | [ 54 ] |
| 13                 | Mercredi 18 juin 2025 (21:10 - 22:00)   | 1 585 000                 | 9,8 %           | 17,5 %         | 3e                       | [ 55 ] |
| 13                 | Mercredi 18 juin 2025 (22:05 - 23:25)   | 1 520 000                 | 11,9 %          | 19,5 %         | 3e                       | [ 55 ] |
| 14                 | Mercredi 25 juin 2025 (21:10 - 22:05)   | 1 758 000                 | 10,3 %          | 19 %           | 3e                       | [ 56 ] |
| 14                 | Mercredi 25 juin 2025 (22:10 - 23:40)   | 1 590 000                 | 13,4 %          | 22,2 %         | 3e                       | [ 56 ] |
| 15 (Finale)        | Mercredi 2 juillet 2025 (21:15 - 22:05) | 1 414 000                 | 8,7 %           | 15,4 %         | 4e                       | [ 57 ] |
| 15 (Finale)        | Mercredi 2 juillet 2025 (22:10 - 23:40) | 1 480 000                 | 12,3 %          | 18,7 %         | 4e                       | [ 57 ] |
|                    |                                         |                           |                 |                |                          |        |
| Bilan de la saison | P1                                      | 1 780 000                 | 9,8 %           | 18,7 %         |                          | [ 58 ] |
| Bilan de la saison | P2                                      | 1 580 000                 | 12,4 %          | 21,2 %         |                          | [ 58 ] |

Légende :
- plus hauts scores d'audiences
- plus bas scores d'audiences

### Critiques
La seizième saison de Top Chef a reçu un accueil mitigé de la part des téléspectateurs, beaucoup affirmant ne pas comprendre les règles mises en place pour cette nouvelle saison, entre les brigades qui travaillent peu ensemble et les dégustations qui ne se font pas toujours avec le même jury, ou l'épreuve de la Boîte noire, dénaturée car, comme ce sont les chefs de brigade qui ont conçu et réalisé le plat, ils n'ont pas pu, pour cette saison, participer et aider les candidats.